# Мартин Коуни
Мартин Артър Коуни (на английски: Martin Arthur Couney; роден като Майкъл Коен; 1869, Кротошин, Кралство Прусия (сега Полша) – 1950) е лекар и пионер в областта на неонатологията.

## Биография
Много от предците му по майчина линия също са били лекари. Въпреки че Мартин Коуни твърди, че е бил ученик на Пиер-Констан Буден, това твърдение не може да бъде потвърдено; има основания да се смята, че той не е имал официална медицинска квалификация.
Коуни е най-известен с това, че помага на родителите на недоносени бебета, като ги поставя в неонатални кувьози, които по това време не са били разрешени в повечето болници. Коуни излага недоносени бебета на Берлинското изложение през 1896 г., на изложбения център Earls Court в Лондон, на Трансмисисипското изложение в Омаха, Небраска през 1898 г., на Световното изложение в Париж през 1900 г., на Световното изложение в Бъфало, Ню Йорк през 1901 г. и на Кони Айлънд, Ню Йорк, където начислява 25 цента за разглеждане на бебетата, така че родителите да не се налага да плащат за медицинските грижи за бебетата си. Неговата изложба в Луна Парк е открита през 1903 г. Инкубаторите влизат в редовна употреба в болниците (родилните отделения) малко преди смъртта му.